# Rita (pel·lícula espanyola de 2024)
Rita és una pel·lícula espanyola de drama de 2024, escrita i dirigida per l'actriu Paz Vega en la seva opera prima. És protagonitzada per Sofia Allepuz i Alejandro Escamilla. Es va estrenar en el Festival Internacional de Cinema de Locarno el 16 d'agost de 2024, i té previst la seva estrena en cinemes espanyols per al 25 d'octubre de 2024, amb distribució de Filmax.

## Argument
A la Sevilla de 1984, Rita (Sofia Allepuz) i Lolo (Alejandro Escamilla) són dos germans de 7 i 5 anys que viuen en el si d'una senzilla família obrera formada per la mare i el pare, un taxista rude i masclista. Amb l'inici de les vacances d'estiu es desferma la calor i Rita somia amb tenir una casa vora la platja, però la vida al barri li té reservades altres sorpreses, com el patiment en secret de violència sexista per part de la seva mare.

## Repartiment
- Sofía Allepuz com a Rita
- Alejandro Escamilla com a Lolo
- Paz Vega com a Mari
- Roberto Álamo com a José Manuel
- Daniel Navarro com a Nito
- Paz de Alarcón com a Chari
- Amanda Santos com a la tita Merche
- Margarita Asquerino com a l’àvia Carmen

## Producció
En 2020, l'actriu Paz Vega va anunciar per primera vegada que estava preparant el seu debut en la direcció, Rita, al costat de la productora Aralán Films. Tres anys després, al maig de 2023, es va anunciar que el rodatge de la pel·lícula havia començat en Sevilla, amb Sofía Allepuz, Alejandro Escamilla, Roberto Álamo, Daniel Navarro, Paz de Alarcón, Amada Santos, Margarita Asquerino i la pròpia Vega com a protagonistes. El rodatge de la pel·lícula va acabar el juliol de 2023. El pressupost total de Rita és de 2 milions d'euros, incloent-hi un milió d'euros procedent de les ajudes generals de l'ICAA.

## Llançament i màrqueting
Al juny de 2024, Filmax va anunciar que Rita estava programada per a estrenar-se en cinemes espanyols el 25 d'octubre de 2024. Al juliol de 2024, es va anunciar que la pel·lícula tindria la seva estrena mundial en el Festival Internacional de Cinema de Locarno el 16 d'agost de 2024. A l'agost de 2024, es va anunciar que la pel·lícula tindria la seva estrena a Espanya en la Seminci. Al setembre de 2024, Filmax va llançar el tràiler de la pel·lícula.

## Recepció
Marko Stojiljković de Cineuropa va escriure que Vega "demostra una habilitat per a la narració, tant com a escriptora com a directora. El seu guió està escrit de manera intel·ligent i controlat magistralment per la seva direcció, amb un bon sentit de la narració visual."
Jonathan Holland de ScreenDaily va considerar que Rita era un debut com a director "subtil i potent".
Enid Román Almansa de Cinemanía va puntuar la pel·lícula amb 4 estrelles sobre 5, declarant-la no només una carta d'amor al passat, sinó també un retorn a la innocència.
Juan Pando de Fotogramas va puntuar la pel·lícula amb 3 estrelles sobre 5, considerant-la un debut com a director "prometedor".
Marta Medina d’El Confidencial ha valorat la pel·lícula amb 4 sobre 5 estrelles, i va escriure que Vega "ha demostrat que té la mirada, el gust i l'impuls per tirar no sols una pel·lícula, sinó una bona pel·lícula".

## Reconeixements
| Any  | Premi             | Categoria                      | Nominat                      | Resultat | Ref    |
| ---- | ----------------- | ------------------------------ | ---------------------------- | -------- | ------ |
| 2025 | 4ts Premis Carmen | Millor pel·lícula              | Millor pel·lícula            | Pendent  | [ 17 ] |
| 2025 | 4ts Premis Carmen | Millor director novell         | Paz Vega                     | Pendent  | [ 17 ] |
| 2025 | 4ts Premis Carmen | Millor guió original           | Paz Vega                     | Pendent  | [ 17 ] |
| 2025 | 4ts Premis Carmen | Millor actriu secundària       | Amada Santos                 | Pendent  | [ 17 ] |
| 2025 | 4ts Premis Carmen | Millor actriu secundària       | Paz Vega                     | Pendent  | [ 17 ] |
| 2025 | 4ts Premis Carmen | Millor actriu novell           | Paz de Alarcón               | Pendent  | [ 17 ] |
| 2025 | 4ts Premis Carmen | Millor muntatge                | Ana Álvarez-Ossorio          | Pendent  | [ 17 ] |
| 2025 | 4ts Premis Carmen | Millor banda sonora            | Pablo Cervantes              | Pendent  | [ 17 ] |
| 2025 | 4ts Premis Carmen | Millor director artístic       | Amanda Román                 | Pendent  | [ 17 ] |
| 2025 | 4ts Premis Carmen | Millor supervisió de producció | Amanda Román                 | Pendent  | [ 17 ] |
| 2025 | 4ts Premis Carmen | Millor disseny de vestuari     | Fernando García              | Pendent  | [ 17 ] |
| 2025 | 4ts Premis Carmen | Millor so                      | Daniel de Zayas, Jorge Marín | Pendent  | [ 17 ] |
| 2025 | 4ts Premis Carmen | Millor maquillatge i pentinat  | Rafael Mora, Ángela Moreno   | Pendent  | [ 17 ] |
| 2025 | 4ts Premis Carmen | Millors efectes especials      | Luis Melga                   | Pendent  | [ 17 ] |
| 2025 | XXXIX Premis Goya | Millor director novell         | Paz Vega                     | Pendent  | [ 18 ] |